# Statue-menhir de Bouissa Quillat
La statue-menhir de Bouissa Quillat est une statue-menhir appartenant au groupe rouergat découverte à Cambounès, dans le département du Tarn en France.

## Description
La pierre a été découverte en 1950 dans un champ au cours d'un labour mais elle ne fut identifiée comme étant une statue-menhir qu'en 2005. La dalle de pierre est de forme ovalaire, elle mesure 1,70 m de hauteur sur 0,97 m de largeur pour une épaisseur de 0,16 m. C'est une statue-menhir masculine. Elle a été gravée. Elle est particulièrement érodée mais quelques caractères anthropomorphes (un probable visage, un bras et une main gauche, deux jambes avec orteils) et quelques attributs (ceinture, baudrier et « objet ») sont encore visibles.